# 鲜生史
鲜生史是2022年4月29日起中国中央电视台纪录频道播出的纪录片，講述的是鲁迅、苏轼、曹雪芹、白居易四位文学家与美食之间的故事。
这部纪录片前四集講述的是鲁迅與美食之間的故事，由一位演员饰演鲁迅，并用绍兴话配音。